# Mistrovství České republiky v cyklokrosu 2018
Mistrovství České republiky v cyklokrosu 2018 se konalo v sobotu 13. ledna 2018 v Mladé Boleslavi v areálu na Štěpánce.
Závodů mužů i žen se zúčastnili závodníci kategorií elite a do 23 let. Závodní okruh měřil 2 690 m. Muži ho absolvovali osmkrát a ženy pětkrát. Startovalo 27 mužů a 17 žen.

## Přehled muži
| Poř.             | Jméno          | Čas        |
| ---------------- | -------------- | ---------- |
| Zlatá medaile    | Michael Boroš  | 58:51 min  |
| Stříbrná medaile | Jan Nesvadba   | + 0:12 min |
| Bronzová medaile | Adam Ťoupalík  | + 0:26 min |
| 4                | Tomáš Paprstka | + 0:42 min |
| 5                | Emil Hekele    | + 1:19 min |
| 6                | Jan Vastl      | + 1:45 min |

## Přehled ženy
| Poř.             | Jméno              | Čas        |
| ---------------- | ------------------ | ---------- |
| Zlatá medaile    | Pavla Havlíková    | 41:22 min  |
| Stříbrná medaile | Adéla Šafářová     | + 0:02 min |
| Bronzová medaile | Nikola Nosková     | + 1:35 min |
| 4                | Magdalena Mišoňová | + 2:12 min |
| 5                | Tereza Vaníčková   | + 2:19 min |
| 6                | Jitka Škarnitzlová | + 2:41 min |